# ライアン・ホワイト

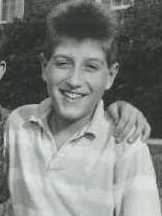
ライアン・ホワイト

ライアン・ホワイト（Ryan White, 1971年12月6日 - 1990年4月8日）は、インディアナ州コーコモーの人物である。フルネームは Ryan Wayne White （ライアン・ウェイン・ホワイト）という。HIV/AIDSの感染のために学校から追放され、その後ポスター・チャイルドとなり、エイズに関する広報活動に幅広く携わった。
ホワイトは血友病患者として、血液製剤の輸血治療を受けていたが、13歳の時に汚染血液製剤からエイズに感染した。1984年の診断時には「余命6ヶ月」と告げられたが、その後5年間生き延びた。
医師には「他の生徒に危険はない」と言われたが、当時HIV/AIDSはほとんど理解されていない病気であったため、コーコモの多くの教師と両親は復学を認めず、生徒たちは彼に厳しい偏見の目を向け続けた。最終的に、ホワイトの家族は同じインディアナ州のシセロへ移転せざるを得なくなった。シセロの学校の教師や生徒たちはエイズに関する教育を受けていたため、彼は以前よりも良い環境で学業に専念できたという。このことは長い法廷闘争の中で大きく報道された。
この間、ホワイトは多くのメディアに登場し、エイズに関する広報活動の分野で多大な貢献をした。彼は多数のテレビ番組出演やエイズ教育のための講演会を行い、各界の多くの著名人たちと幅広い交流を得た。とりわけ親しい友人となったのは音楽家のエルトン・ジョンとマイケル・ジャクソン、テレビ番組司会者のフィル・ドナヒュー（Phil Donahue）などであった。
エイズの診断を受けてから5年後、ホワイトは1990年4月8日に18歳4か月で亡くなった。彼の葬儀は「インディアナ州で行われた最大規模の葬儀」と呼ばれたという（公式サイト内の“Ryan's story”による）。彼の臨終にも立ち会ったエルトン・ジョンが葬儀の司会を務め、当時の大統領夫人であったバーバラ・ブッシュや、生前の親しい友人たちが多数参列した。
死後、「ライアン・ホワイト・ケア・アクト」（w:Ryan White Care Act）が施行された。エルトン・ジョンはホワイトの追悼曲として「ザ・ラスト・ソング」を作曲し、「エルトン・ジョン・エイズ財団」を設立した。 マイケル・ジャクソンは「ゴーン・トゥー・スーン」（アルバム『デンジャラス』収録曲、「あまりにも早く去った」の意味）を発表し、1992年に出版した自著『ダンシング・ザ・ドリーム』（Dancing the Dream）にも「ライアン・ホワイト」という題の詩を書き残している。

## 著書
- “Ryan White: My Own Story”（ホワイトが死の直前まで書き続けた手記）
  - 『エイズと闘った少年の記録』（加藤耕一訳、ポプラ社刊、1992年、ISBN 4-591-03347-3 / 現在は絶版。訳者は当時現役東大生で、現在は建築史家として東大教授）